# 베츠피에발가시

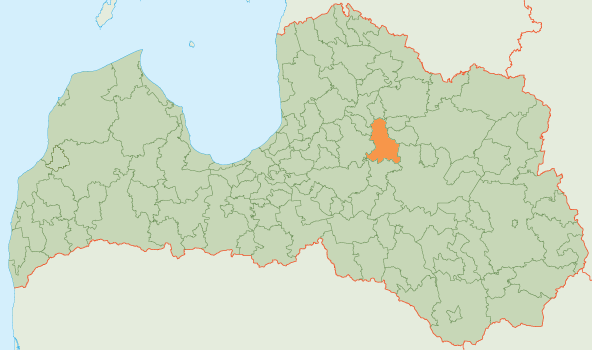
베츠피에발가 시의 위치

베츠피에발가시(라트비아어: Vecpiebalgas novads)는 라트비아의 지방 자치체로 행정 중심지는 베츠피에발가이며 면적은 542.5km2, 인구는 4,776명(2009년 기준), 인구 밀도는 8.8명/km2이다. 5개 교구를 관할한다.